# Pedernales (Venezuela)
Pour les articles homonymes, voir Pedernales.
Pedernales est une localité du Venezuela, capitale de la paroisse civile de Pedernales et chef-lieu de la municipalité de Pedernales dans l'État de Delta Amacuro. Située dans le delta de l'Orénoque et sur la rive occidentale du caño Angostura, l'un de ses défluents, elle fait face à Capure, capitale de l'autre paroisse civile formant la municipalité, celle de Luis Beltrán Prieto Figueroa, située sur la rive orientale, qui accueille par ailleurs l'aéroport de Pedernales.

## Géographie
La localité est située dans le delta de l'Orénoque.